# Große Wüstenspringmaus

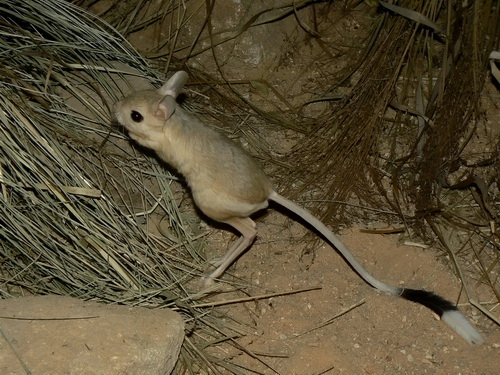
Große Wüstenspringmaus im Zoo Pilsen

Die Große Wüstenspringmaus (Jaculus orientalis) ist ein in Nordafrika vorkommendes Nagetier aus der Familie der Springmäuse (Dipodidae).

## Merkmale
Große Wüstenspringmäuse erreichen eine Kopf-Rumpf-Länge von 9,5 bis 16,0 und eine Schwanzlänge von 12,8 bis 25,0 Zentimetern sowie ein durchschnittliches Gewicht von 139,1 Gramm bei den etwas schwereren Männchen. Die Fellfarbe ist oberseits hell sandfarben oder gelblich braun sowie unterseits weißlich grau bis hell gelblich. Aufgrund ihrer großen Augen und Ohren sowie einer feinen Nase besitzen sie ein sehr gutes Seh-, Hör- und Riechvermögen. Damit sind sie an ihre überwiegend nächtliche Lebensweise gut angepasst. Sie sind auch in der Lage, chemische Hinweise sowie Vibrationen wahrzunehmen. Der Schwanz zeigt eine je zur Hälfte schwarze bzw. weiße buschige Endquaste. Die Hinterbeine sind ca. viermal so lang wie die Vorderbeine. Bei genetischen Untersuchungen von aus Ägypten stammenden Tieren wurde ein diploider Chromosomensatz von 2n = 48 Chromosomen ermittelt. Die Gesamtzahl der Chromosomen beträgt bei den Weibchen 96 und bei den Männchen 95. Von den 48 Chromosomen ist das X-Chromosom stets submetazentrisch, das Y-Chromosom hingegen telozentrisch angeordnet.

## Verbreitung und Lebensraum
Das Verbreitungsgebiet der Großen Wüstenspringmaus reicht von Marokko über Algerien, Tunesien, Libyen und Ägypten bis nach Israel. Sie leben in wüstenartigen Gebieten, gebüschreichen Wiesen und felsigen Tälern. In Getreidefeldern treten sie zuweilen schädlich auf.

## Lebensweise
Große Wüstenspringmäuse sind nachtaktiv. Sie halten sich tagsüber in ihren unterirdischen Bauen auf. Eine Schlafkammer wird mit Kamelhaaren oder Pflanzenteilen ausgepolstert. Das weit verzweigte Gangsystem ihrer Höhlen kann eine Länge von 1,0 bis zu 2,5 sowie eine Tiefe von 0,75 bis zu 1,75 Metern aufweisen. Es ist in den meisten Fällen mit einem Notausgang versehen. Ihre Nahrung besteht in erster Linie aus Wurzeln, Samen und anderen Pflanzenteilen, die mit den kurzen Vorderpfoten ausgegraben werden. Zuweilen werden auch Insekten gefressen. Der Wasserbedarf wird überwiegend aus der Nahrung bezogen. Sofern Flüssigkeit aus offenen Wasserstellen angenommen wird, tauchen sie ihre Vorderpfoten in das Wasser und lecken diese dann ab. In der Sitzhaltung stützen sie sich auf ihren langen Schwanz. Bezüglich des Brutverhaltens liegen aufgrund der versteckten Lebensweise nur wenige Informationen aus der Natur vor. Die Art gilt als polygam und hat einmal pro Jahr, in der Regel zwischen Februar und Juli Nachwuchs. Dieser besteht aus zwei bis acht Jungtieren, die blind und nackt geboren werden und bei denen Vorder- und Hinterbeine zunächst gleich lang sind. Die Geschlechtsreife tritt nach acht bis zwölf Monaten ein. Zu den Fressfeinden zählen der Rüppellfuchs (Vulpes rueppellii) sowie Vulpes-, Schlangen- (Serpentes) und Eulen-Arten (Strigiformes). Auf der Flucht können sie mit Hilfe ihrer kräftigen Hinterbeine bis zu einem Meter hoch und bis zu drei Meter weit springen.

## Gefährdung
Aufgrund des ausgedehnten Verbreitungsgebietes wird die Große Wüstenspringmaus von der Weltnaturschutzorganisation IUCN als  (least concern = nicht gefährdet) eingestuft. Da sie in Teilen Nordafrikas zuweilen als Getreideschädling auftritt, wird sie in einigen Gegenden jedoch bekämpft. Zudem dienen die Springmäuse für manche Beduinen als Nahrung oder ihr Fell wird als Verzierung verwendet. Dies hat jedoch ebenso wenig wie die Entnahme einzelner Tiere aus der Natur und der Weitergabe in den Tierhandel zu nennenswerten Rückgängen der Populationen geführt.